# 邵東市
邵東市（しょうとう-し）は中華人民共和国湖南省邵陽市に位置する県級市。

## 行政区画
- 街道：大禾塘街道、両市塘街道、宋家塘街道
- 鎮：牛馬司鎮、界嶺鎮、九竜嶺鎮、仙槎橋鎮、火廠坪鎮、佘田橋鎮、霊官殿鎮、団山鎮、砂石鎮、廉橋鎮、流光嶺鎮、流沢鎮、魏家橋鎮、野鶏坪鎮、楊橋鎮、水東江鎮、黒田鋪鎮、簡家隴鎮
- 郷：双鳳郷、周官橋郷、堡面前郷、斫曹郷

## 観光
- 佘湖山
- 九龍嶺
- 畔塘水庫煙竹岩
- 明代建築群蔭家堂
- 朋山塘古屋
- 洪橋、水東江長道沖千年古楓群
- 佘湖山古寺仏地